# Bar (ugostiteljski objekt)
Bar je naziv za ugostiteljski objekt (lokal) specijaliziran za točenje alkoholnih pića. Ime mu dolazi od engleske riječi za pregradu. 